# Wenskaart

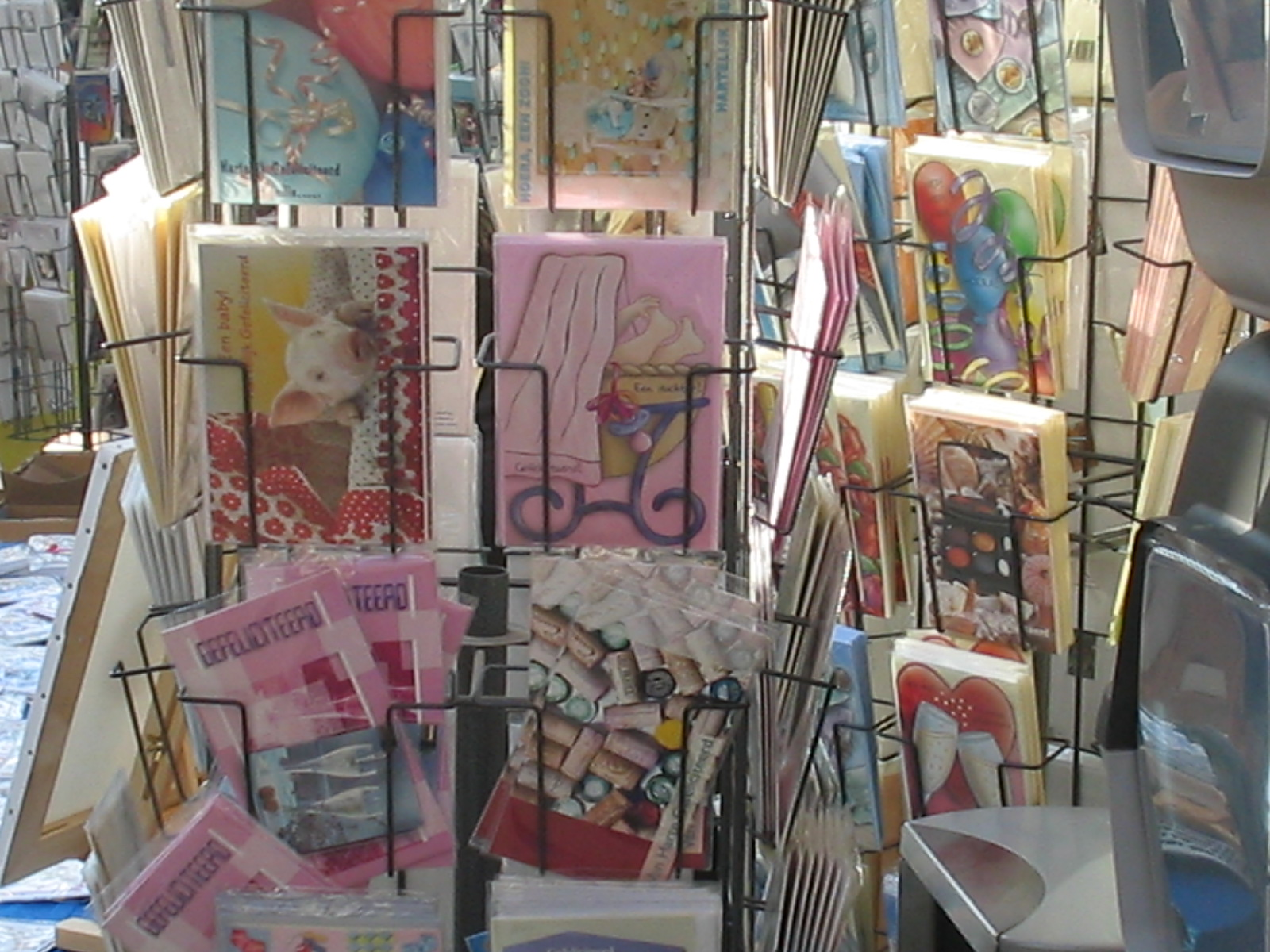
Wenskaarten

Een wenskaart is een kartonnen poststuk ter schriftelijke kennisgeving van een wens aan iemands adres. De kaart kan worden opgestuurd of persoonlijk worden overhandigd.
Dit gebeurt bijvoorbeeld met Kerstmis, maar ook om iemand te bedanken of iemand beterschap te wensen, en bij feestelijke aangelegenheden zoals een verjaardag, huwelijk of geboorte. Wereldwijd is 14 februari (Valentijnsdag) de populairste aanleiding voor het sturen van een wenskaart.

## Geschiedenis
In de Middeleeuwen stuurde de adel houtsnijwerken naar elkaar, als een voorloper van wenskaarten. Vanaf de vijftiende eeuw komt het gebruik om een geliefde een wenskaart te sturen op, vooral de rijken. De eerst bekende kerstkaart is aan Jacobus I van Engeland verstuurd door een Engelse arts.

## Verschillende soorten wenskaarten
StandaardEen standaard wenskaart heeft net als een ansichtkaart op één zijde (de voorzijde) een afbeelding of tekening. Vaak zijn wenskaarten gevouwen en is er daardoor sprake van een binnenkant en een buitenkant. De voorkant, de achterkant en de rechter binnenpagina zijn meestal al bedrukt. De wens die erop gedrukt is, staat soms op de voorkant en soms op de rechter binnenpagina. Voorbeelden hiervan zijn: ‘Van harte gefeliciteerd!’ of ‘Beterschap’. De linker binnenpagina is meestal blanco en kan worden gebruikt voor een persoonlijke toevoeging zoals een handgeschreven wens en de namen van de afzenders. Het formaat van wenskaarten is vaak iets groter dan dat van een gewone briefkaart of ansichtkaart. Veelal wordt een 'staand formaat' gebruikt. Meestal worden wenskaarten in een envelop verstuurd.
Pop-upPop-upkaarten zijn op te sturen als wenskaart en uitgevouwen zijn het bijzondere creaties. Bij het openen ontvouwt vanzelf een 3D-figuur, zoals een dier, een voertuig of bijvoorbeeld een beroemd gebouw. Oorspronkelijk komt deze vouwtechniek uit Vietnam. Het is daar echt een traditie, het is een ware volkskunst. Tegenwoordig zijn deze wenskaarten ook buiten Vietnam verkrijgbaar.
MuziekSommige wenskaarten spelen muziek of geluid wanneer ze worden geopend. Dit zijn meestal verjaardagskaarten die traditionele feestliedjes spelen, zoals "Happy Birthday To You".
E-cardsDeze digitale wenskaarten kunnen via internet worden verzonden, via e-mail of via sociale netwerken.

## Wenskaartenmarkt
Nederlanders verstuurden in 2005 in totaal 450 miljoen wenskaarten, waarmee Nederland wereldwijd op een derde plek staat met de meest verstuurde wenskaarten per hoofd van de bevolking.
Het aantal fysieke verkooppunten van wenskaarten in Nederland ligt op 8000. Daarnaast zijn er diverse websites waarop kaarten online besteld kunnen worden, die vervolgens per post verstuurd worden (niet te verwarren met de zogenoemde e-cards, die digitaal verstuurd worden).

##### Wenskaarten tijdens Coronacrisis
Hoewel de wenskaartenmarkt al jaren daalt, ontstond er tijdens de Coronacrisis een enorme stijging in het aantal verstuurde wenskaarten. Door de intelligente lockdown en het gebrek aan persoonlijk contact gingen Nederlanders massaal kaarten versturen.
PostNL meldde dat het aantal wenskaarten door de coronamaatregelen steeg en in de sorteerkamers werden een stuk meer wenskaarten gespot. In de week van 30 maart groeide het percentage verstuurde kaarten met meer dan 250% ten opzichte van het jaar ervoor.
De grote kaartenwebshops Hallmark, Greetz en Kaartje2go melden periodes die drukker zijn dan de kersttijd, de periode waarin Nederlanders normaal gesproken de meeste kaarten versturen.
In totaal worden er vijf keer zoveel kaarten verkocht als normaal. Zelfs meer dan met Kerstmis en Valentijnsdag.
ansichtkaart · brief · briefkaart · briefkaart met betaald antwoord · luchtpostblad · postblad · postwaardestuk · rouwkaart · tijdschrift · treinbrief · verhuiskaart · wenskaart